# Cultura da Póvoa de Varzim

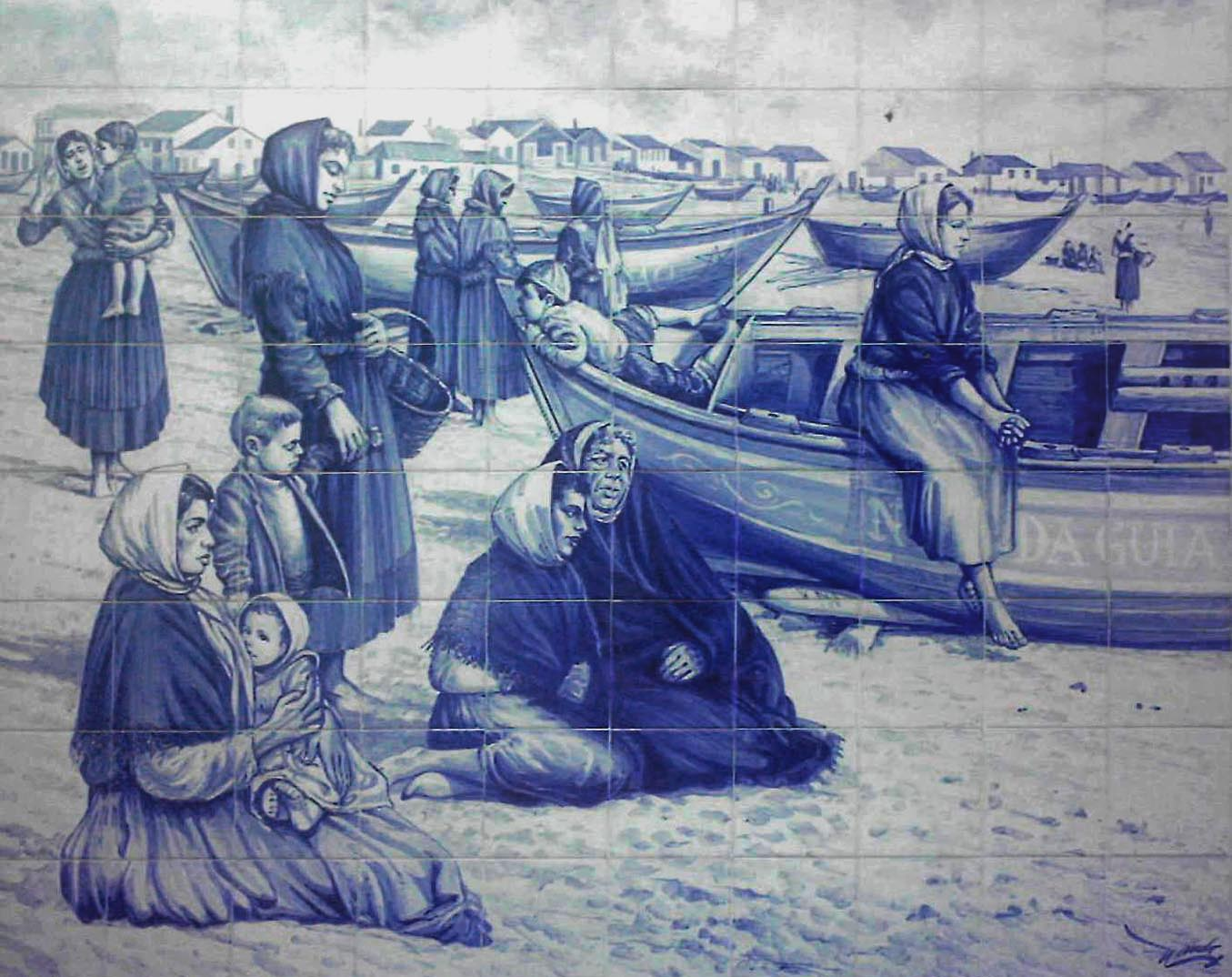
Mulheres no «soalheiro» - aspecto cultural que consiste em reunirem-se na praia em dia de sol para conversarem sobre vários assuntos, muitas vezes, sobre bruxas e outras histórias da mitologia local

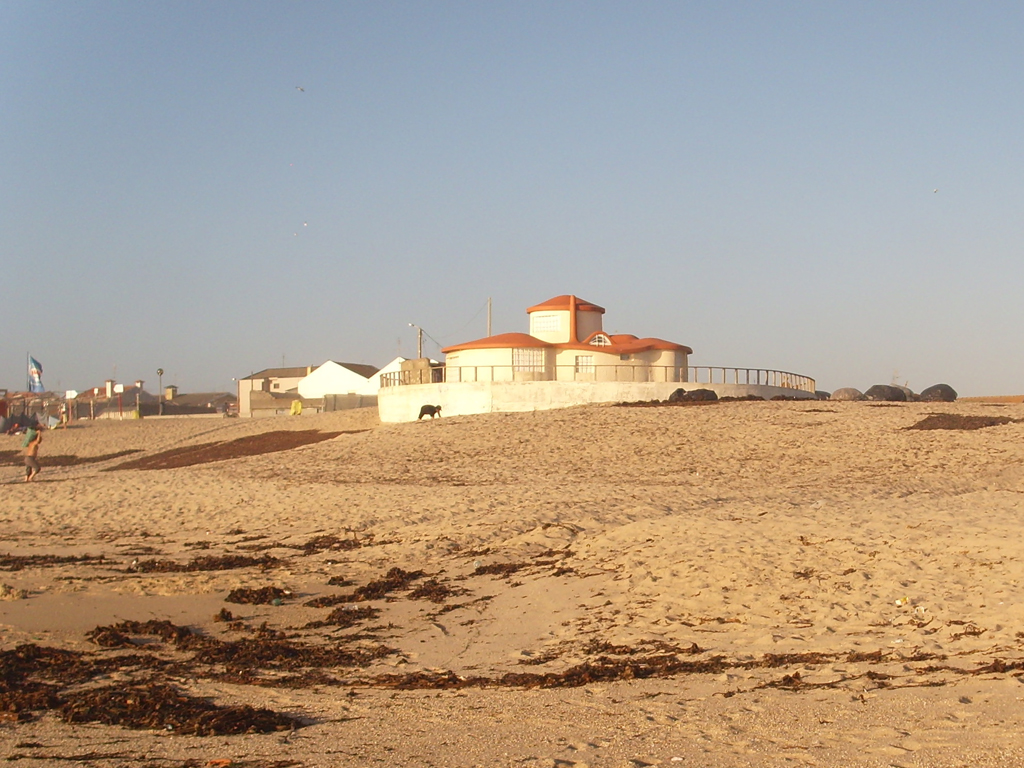
Sargaceiros na apanha e secagem de sargaço numa praia

A Póvoa de Varzim é uma entidade etno-cultural com origem nas suas classes trabalhadoras e com influências provenientes de rotas marítimas entre o Mar Báltico e o Mediterrâneo. A mais carismática, e outrora amplamente dominante, é a comunidade piscatória. Esta tem semelhanças significativas com comunidades pesqueiras dos fiordes dinamarqueses e é um dos mais antigos portos portugueses. A Póvoa de Varzim tem particularidades culturais próprias, muitas bastante diferentes do resto do país, originando uma identidade local bastante forte.

## Aspectos étnicos

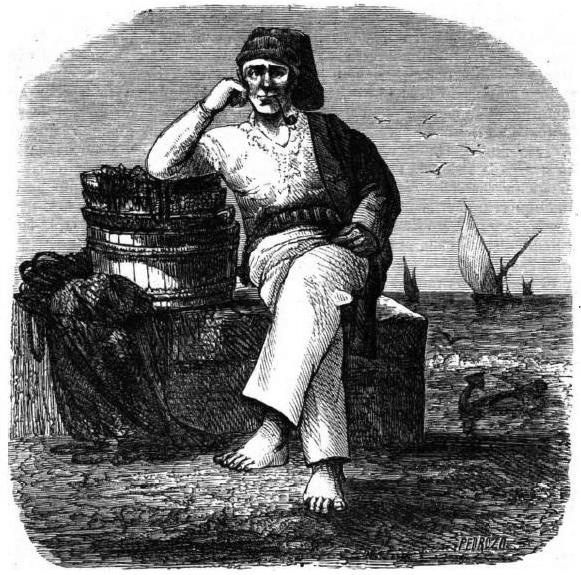
Gravura de pescador poveiro, cerca de 1868

A Póvoa de Varzim é uma unidade etnocultural. Até ao início do século XX, as comunidades da Póvoa de Varzim apresentavam-se marcadas pela endogamia, exclusivismo e princípios de identidades de feições com vários séculos.
Devido à prática da endogamia e ao sistema de castas, a comunidade piscatória da Póvoa manteve características étnicas próprias. Desde o século XIX que existe debate sobre as suas origens étnicas. Desde suevos, prussianos, normandos a fenícios. A maioria concordava de se tratar de uma população com parte da sua origem no Norte da Europa, da região do Báltico, o que levou Baptista de Lima a afirmar «Os poveiros não são fenícios, nem estes trouxeram aqui a sua colonização.»
Dados antropológicos e culturais indicam a colonização de pescadores nórdicos durante a fase do repovoamento do litoral.  No livro The Races of Europe, os poveiros nativos eram relatados como sendo ligeiramente mais loiros que o comum, tendo caras largas de origem desconhecida e queixos robustos. Numa pesquisa publicada em «O poveiro» em 1908, logo usando a ciência do século XIX, o antropólogo Fonseca Cardoso considerou que um elemento antropológico dolicocéfalo, de nariz aquilino, era de origem semito-fenícia. Considera assim que o Poveiro é o resultado de uma mistura de fenícios, teutões, judeus e, principalmente, normandos.
Ramalho Ortigão na passagem sobre a Póvoa no livro "As Praias de Portugal" de 1876, relata que o mais curioso da Póvoa é o pescador poveiro, que constitui uma "raça" especial no litoral português; inteiramente diferente do tipo mediterrânico típico de Ovar e Olhão, o poveiro é do tipo "saxónio": "é ruivo, de olhos claros, largos ombros, peito atlético, pernas e braços hercúleos, as feições arredondadas e duras."
O pescador poveiro apenas se relacionava maritalmente com alguém da sua casta piscatória, e apenas da sua comunidade, ou seja da Póvoa de Varzim ou de antigas pequenas aldeias piscatórias a ela ligadas nomeadamente Santo André (hoje parte das novas freguesias de Aver-o-Mar e Aguçadoura) e Fão (em Esposende). Assim, a dispersão territorial contínua do pescador poveiro vai desde a Aguçadoura às Caxinas, separada do núcleo norte em Esposende. Ao contrário das restantes freguesias do litoral poveiro, a Estela não possuiu uma comunidade piscatória, e o seu litoral encontra-se despovoado desde o desaparecimento de Villa Mendo. O pescador poveiro, aliado a teorias do século XIX, via-se como uma raça (grupo étnico). Hoje o termo "Raça Poveira" é mais usado em futebol para descrever garra e valentia, ou para descrever um poveiro de gema. No entanto, ainda e até durante o Estado Novo, a etnia foi usada para justificar a unificação do concelho, nomeadamente a anexação das Caxinas e Poça da Barca, que se encontram no termo de Vila do Conde.
Para além do pescador no litoral, há os casais galegos (minhotos) agrícolas, povos mais antigos, de feição típica nortenha portuguesa. Também contribuiu para a identidade da Póvoa de Varzim, como os campos masseira ou a carroça poveira. As movimentações dentro dos concelhos da Póvoa de Varzim, Vila do Conde, Esposende e Barcelos, espaço circundante, não são tidas aqui em consideração, dado ocorrerem, de forma constante e desde bastante cedo. O autor de Sete Séculos na Vida dos Poveiros, o portuense de origem poveira Óscar Fangueiro não concorda com a visão endogâmica e os mundos à parte entre pescadores e lavradores, notando imigração desde cedo e notou que lavradores tinham passado à classe de pescadores.
A imigração da Galiza para a Póvoa de Varzim é antiga.  Existindo destacados poveiros de ascendência galega. Por exemplo, o apelido "Nova", uma corrupção de "Nóvoa", é um apelido de poveiros de antiga ascendência galega.  Com o desenvolvimento das pescas e posteriormente da talassoterapia balnear, a Póvoa de Varzim começou a receber imigração. Já no século XIX e fruto dessa economia piscatório-balnear, a Póvoa de Varzim tinha laços regionais que iam da Galiza, Minho, Alto Douro, Trás-os-Montes e até à Beira Alta.
O século XX trouxe profundas alterações com a popularização do turismo balnear. Destaca-se a imigração de povos do Norte de Portugal, nomeadamente do Vale do Ave, em especial na zona norte da cidade, destacando-se as colónias de Guimarães e Famalicão. O regresso de Portugueses de África, fruto da descolonização, é também notório e de expressivo impacto. No final do século, há que ressalvar a imigração de povos do leste europeu, da China, do Brasil e de Angola.

## Identidade local

### Ala-Arriba
A expressão local Ala-Arriba! significa "força, para cima!", e era gritada quando se puxava um barco para terra por toda a comunidade, passando a ser vista como o lema da Póvoa de Varzim. Foi Leitão de Barros, com o  filme "Ala-Arriba!", cinema do género drama-documental, que popularizou esta comunidade piscatória durante a década de 1940.

### Reino da Póvoa
As expressões "Poveirinhos pela graça de Deus" e "Reino da Póvoa" tem origem numa viagem marítima de D. Luis I que passando num navio junto à costa, viu uma lancha poveira. O rei ficou admirado pela aparência física distinta dos tripulantes e perguntou-lhes se eram espanhóis, que indignou os poveiros que responderam que não. O rei pergunta então se são portugueses, e os poveiros dizem de novo que não, que são "Poveirinhos pela Graça de Deus". Ao que o rei lhes pergunta de que reino são, respondem que são do "Reino da Póvoa".

## Mitologia

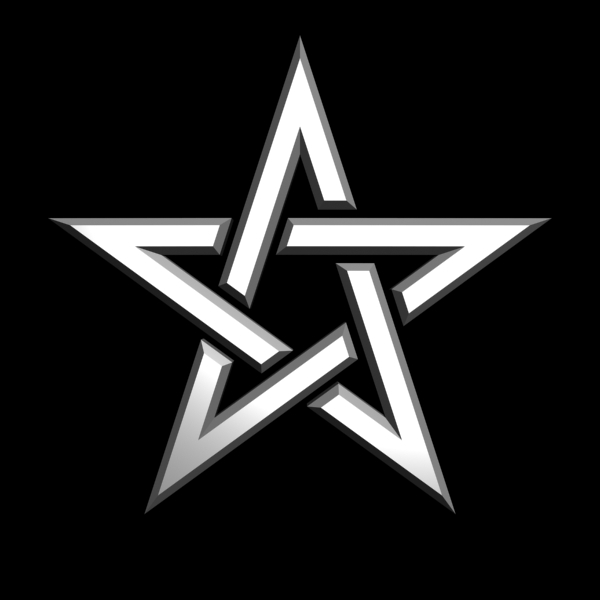
O Sanselimão era uma sigla mágico-religiosa usada como protecção

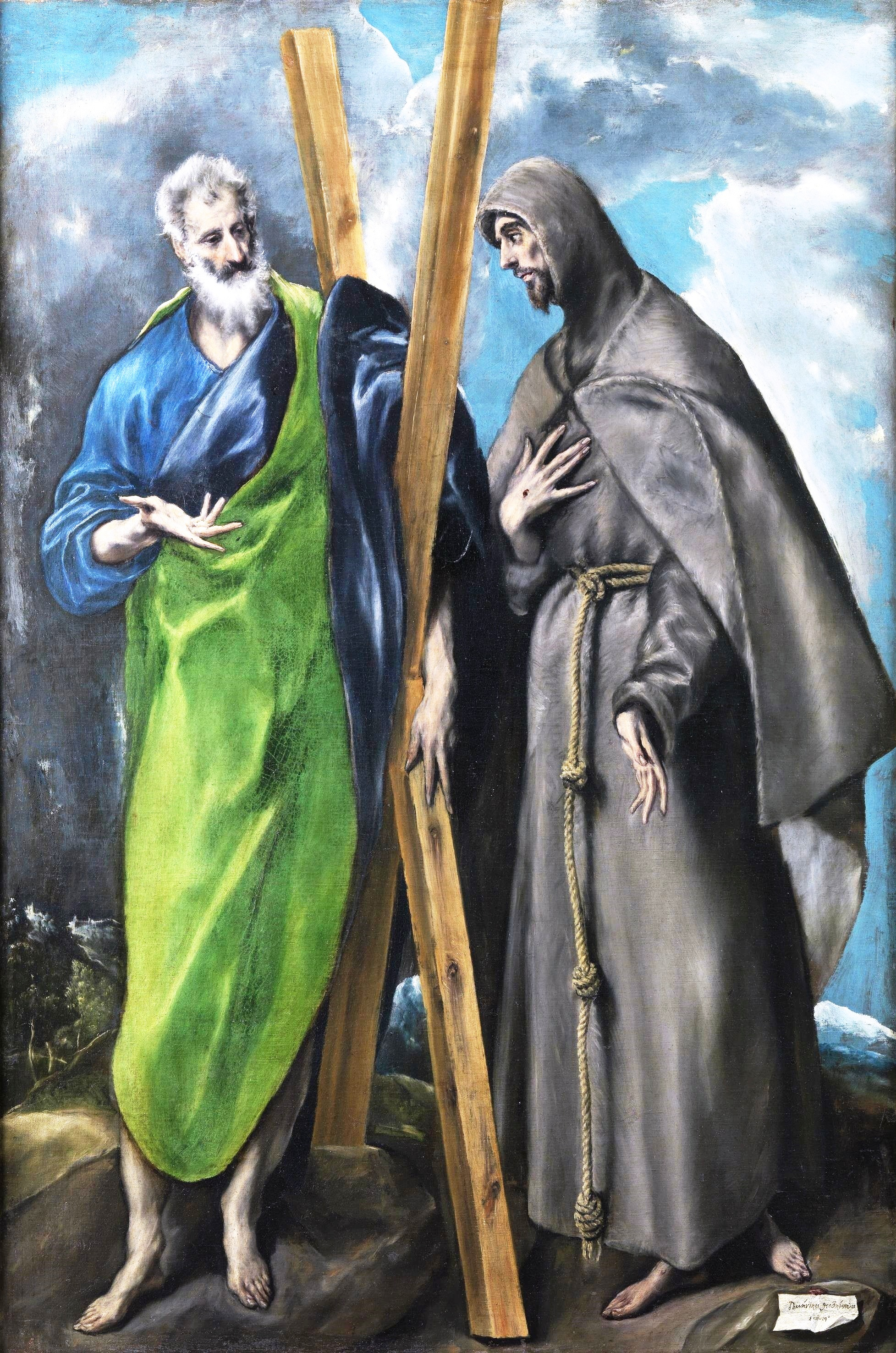
Santo André, o santo do cabo, que pesca as almas afogadas no mar

As histórias mais abundantes são as das bruxas poveiras, algumas más denominadas Bruxas do Diabo e outras que não tinham culpa da sua condição. As bruxas viveriam no meio da população, em especial no Ramalhão e Norte, era possível até mesmo o marido de uma bruxa desconhecer o fado da sua esposa. O fado das bruxas, pela noite, era terem de sair de suas casas e seguirem o Diabo pelas ruas. Ao passarem, as bruxas causavam danos aos haveres da população, levantavam os remos dos barcos dos pescadores, abriam as pipas dos lavradores, e outros tipos de tormentos. Às bruxa está associado o uso mágico e protector da sigla Sanselimão, um pentagrama. O uso da sigla tinha vários propósitos, desde a protecção ao salvar uma bruxa do seu fado. Para salvar uma bruxa do seu fado, era necessário um Sanselimão em aço na mão, desenhar um outro sanselimão no chão da rua onde esperaria, à noite, que o Diabo passasse com as bruxas atrás de si. A bruxa, sua esposa, ao lançar a mão deveria ser puxada pelo marido para dentro do sanselimão desenhado no chão. As outras bruxas atormentariam o homem, chamando nomes e assobiando.
Os pescadores que viajavam à Terra Nova para a pesca do Bacalhau contavam histórias das esquimós apaixonadas por pescadores poveiros, naufrágios, as visitas a Saint John's (São Jones) e doris perdidos no meio do oceano, baseadas em parte realidade e parte lenda.
A Aventesma (na gíria local Benetesma) era um vulto muito alto, cuja forma se assemelharia às vestes de um padre. E, quanto mais se olhava mais crescia, se fosse muito alto formava um arco. Ao se ver no caminho, dever-se-ia lançar um tamanco e se o tamanco trespassar o arco do vulto, poderia-se passar e seguir caminho, se não era mau sinal.
O Bezerro Maldito era um bezerro ou boi maldito que andava pelas ruas da Póvoa, ouvindo-se o som das patas ao passar. Na Póvoa não havia gado, esse existia apenas nas aldeias. Ti Desterra, uma conhecida contadora de histórias, conta que sempre ouviu essas histórias e, quando criança, que o viu numa noite de Verão de forte nortada, que era preto e branco e, quando o bezerro passou, havia uma ventania tal que fazia remoinho.
O Peixe Grande era o nome que os poveiros davam a uma gigantesca criatura marinha. Nos dias santos (Dia de Corpo de Deus, Sexta-Feira Santa, Domingo, etc.) o pescador não ia para o mar por causa de um acontecimento que se contava que no Dia do Corpo de Deus, uns pescadores foram para o mar, o barco encheu-se do melhor peixe, os pescadores contentes seguiram de volta para a Póvoa, pois neste dia estava cheia de visitantes por causa da festa religiosa. De repente, notam que atrás deles vinha um peixe muito grande, o mestre disse logo que foi castigo divino e eles para se defenderem, atiravam o peixe ao mar, ao chegarem à terra já sem peixe beijaram a areia e nunca mais o pescador poveiro foi ao mar em dias santos.

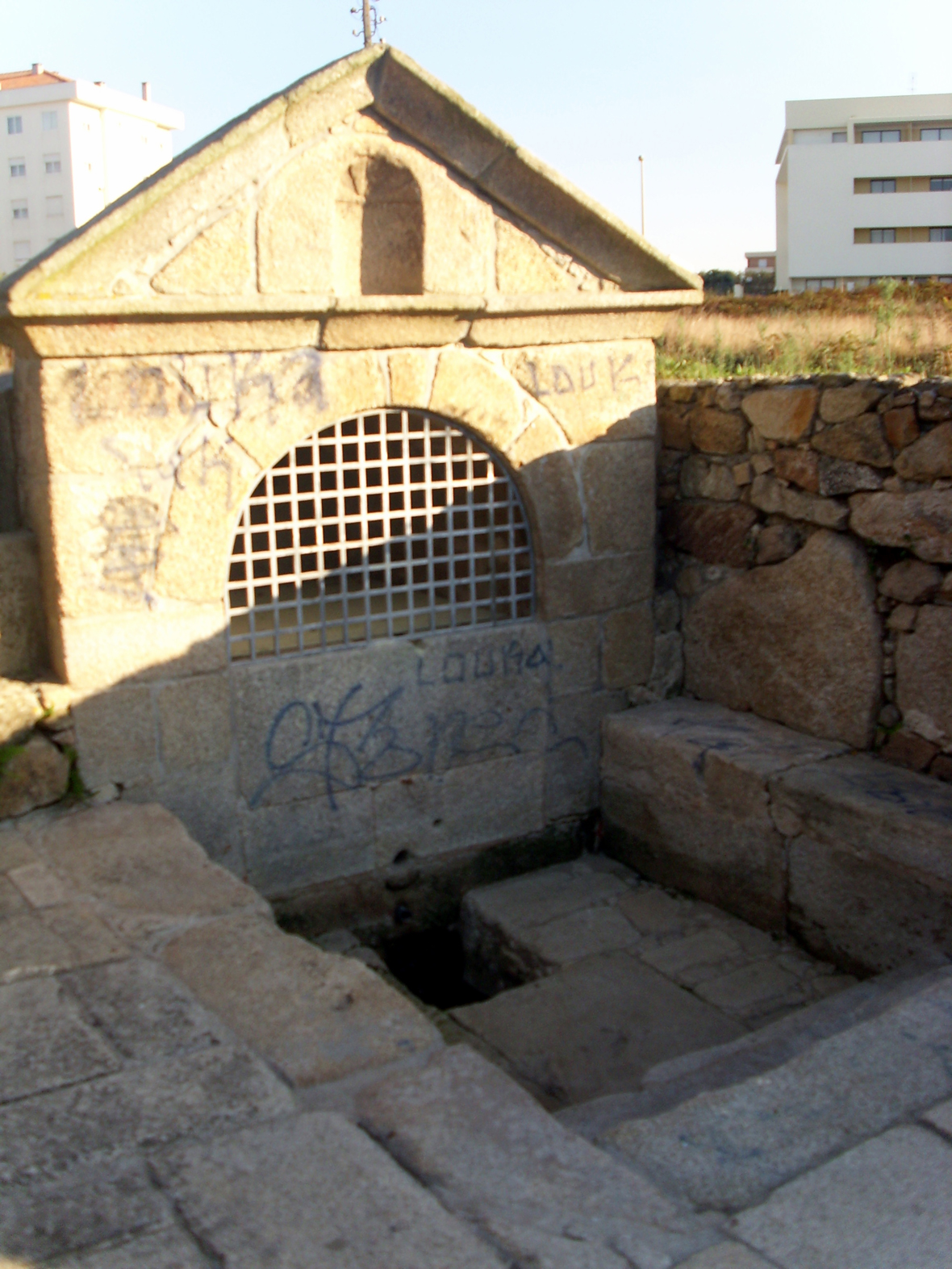
Dizia-se que a Fonte da Bica providenciava às raparigas solteiras "um meio excelente de provisão de matrimónio"

A lenda da Grande Cobra, relatada em 1758, está ligada à devoção da Senhora de Varzim, uma imagem do século XIII que teria aparecido milagrosamente, e à antiga Matriz da Póvoa, templo românico-gótico do século XI localizado no Largo das Dores, local que era conhecido por ser habitado por répteis venenosos especialmente a Grande Cobra. A Matriz localizada no largo possuía um ofídio, um elemento arquitectónico tipicamente românico semelhante a uma serpente ao qual o povo associava à lenda do aparecimento da imagem e do desejo da Senhora de Varzim de ali se manter, segundo interpretação popular, e não no templo localizado no centro da povoação, que era preferido pela população.
O Cabo de Santo André, um local que evidencia romanização, que na época denominava-se Promontorium Avarus e em Grego Auaron akron (Αὔαρον ἄκρον), um nome de origem celta. É local de culto antigo entre os poveiros, que era comum ver grupos de pescadores, de lampião na mão, em peregrinação até à Capela na última noite de Novembro. Santo André pesca, das profundezas, as almas dos náufragos e quem não ia a Santo André em vida lá terá de ir depois de morto.  Junto ao cabo, existe um penedo, cujas fossas o povo acredita serem as pegadas do santo. Consta que no grande naufrágio de 1892, muitos corpos foram encontrados junto ao cabo.
O Monte de São Félix é um monte religioso, e de devoção entre os pescadores por ser visível do mar. Ao monte está associada a lenda de São Félix, um pescador de Villa Mendo, uma vila desaparecida nas dunas e reencontrada no século XX, e a São Pedro de Rates, mítico pregador da cristandade na região que terá sido martilizado numa fonte posteriormente dita milagrosa, denominada Fonte de São Pedro de Rates na aldeia de Casal em Balazar. Outra fonte em zona rural, era a Fonte da Moura Encantada, ou do Castro, ligada à divindade pagã Moura. Na cidade, a Fonte da Bica era tida como fonte casamenteira, mas por onde o Diabo passava nas noites de sexta-feira de lua cheia.

## Usos e costumes

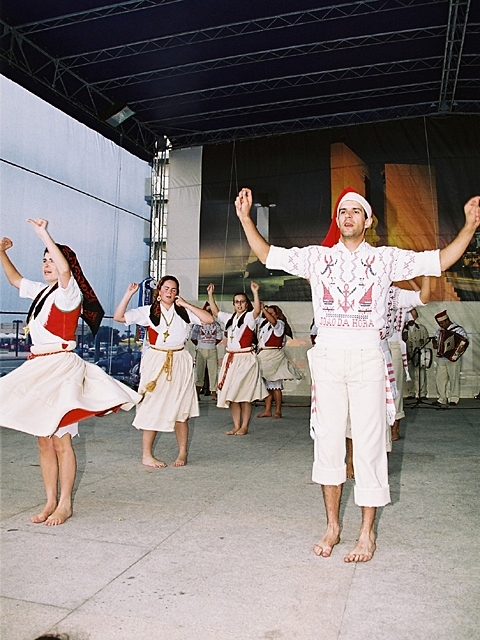
Um homem trajando uma camisola poveira durante um espectáculo do Rancho Poveiro no Passeio Alegre

### Influências nórdicas
Octávio Lixa Filgueiras verifica que «aparecem na Galiza barcos e pescadores chegados do Norte, após a fase critica das incursões viquingues e normandas» e « Um dos aspectos mais importantes é o da unidade cultural das colmeias pescadoras que usavam as lanchas primitivas». Filgueiras nota que o uso das marcas de família constitui um dos traços dominantes dessa unidade cultural. Esse uso ocorre entre os pescadores poveiros, os pescadores dinamarqueses mas também nos dos Báltico, na província de Dantzig (atual Gdansk, na Polónia). A comparação das siglas poveiras com os caracteres rúnicos revela analogias imediatas.
O herdeiro da família é o filho mais novo, tal como na na antiga Bretanha e Dinamarca, isto porque era esperado que ele tomasse conta de seus pais quando estes se tornassem idosos. Também, e ao contrário do resto do país, é a mulher que governa a família, este matriarcado radica na ausência do homem que estava normalmente a pescar no mar.

### Castas piscatórias
A população estava outrora dividida em diferentes "castas": os Lanchões (aqueles que possuíam barcos capazes para a pesca do alto mar, logo mais endinheirados), os Rasqueiros (a "burguesia" piscatória que usava redes "rasca" para pescar raia, lagosta e caranguejos) e os Sardinheiros ou Fanequeiros (os que possuíam pequenos barcos e apenas poderiam apanhar peixe de menor importância ao largo da costa) e, isolados deles, os lavradores (os agricultores). E, por norma, os grupos não se envolviam, os casamentos mistos eram proibidos devido ao isolacionismo dos pescadores.

### Marcas familiares

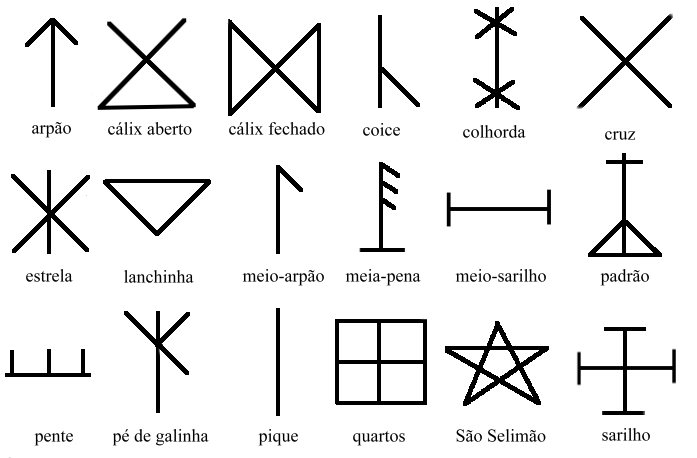
Siglas Poveiras base para a maioria das siglas familiares

As siglas poveiras, com um número restrito de símbolos que eram combinados para formar marcas mais intrincadas, eram usadas como um sistema de comunicação visual rudimentar ou como brasão e marca familiar para assinalar pertences. Os vendedores usavam-nas também no seu livro de conta fiada; os pescadores aplicaram-nas em rituais religiosos esculpindo a sua marca em portas de capelas católicas perto de montes ou praias; na mesa da Igreja Matriz durante o casamento; e tinham ainda importância mágica, tal como a sigla São Selimão, que era vista como um símbolo protector.
As siglas são herdadas e aos filhos era dada a mesma marca mas com um traço, chamado de pique. O filho mais novo, o herdeiro, não teria nenhum pique, herdando assim a marca-brasão. As siglas são ainda hoje usadas, de forma cada vez mais ligeira, por algumas famílias; e estão, possivelmente, relacionadas com tradições viquingue.

### Tricana Poveira

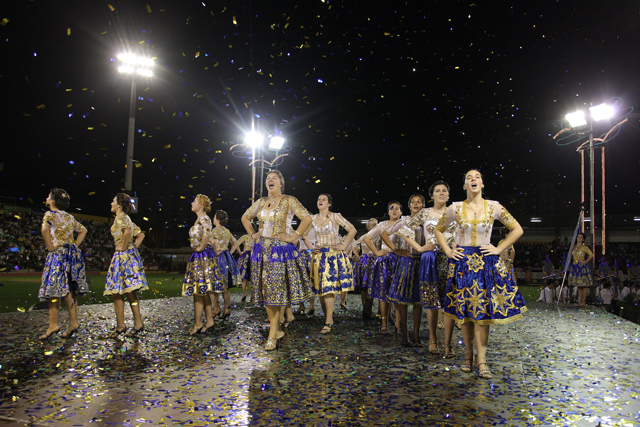
Tricanas Poveiras

A tricana poveira eram raparigas do povo que usavam trajes garridos, compostos por um xaile, blusa, avental, saia, lenço e chinela lustrosa de tacão.Dizia-se que eram ícones de beleza poveira. Com o seu modo de andar e vestir era uma rapariga do povo com pose de rainha.
As tricanas poveiras eram, por norma, raparigas "de terra", vulgarmente empregadas na costura, filhas de sapateiros, carpinteiros e gente de vários ofícios, e que com o seu saber adaptavam para a própria forma de vestir. Toda a Póvoa era reconhecida pelas tricanas charmosas e atraentes. Havia também raparigas "da pescaria", igualmente tricanas, que também trabalhavam na costura ou rendas de bilros.
As mulheres da pesca tinham, tradicionalmente, um traje semelhante ao das tricanas, visivelmente mais pobre, saia mais comprida, materiais muito mais modestos, de cores mais escuras e sem a elegância do andar típico da tricana poveira. O auge da tricana ocorreu entre os anos 20 e os anos 60 do século XX, criando forte impacto na comunidade e nos forasteiros que visitavam a cidade. O traje da tricana era a moda de todas as adolescentes de classe média até ao aparecimento do pronto a vestir nos anos setenta.
As tricanas passaram apenas a aparecer nos grupos folclóricos urbanos, cortejos e, até aos dias de hoje, nas Rusgas de São Pedro, durante as festas da cidade no final de Junho.

### Casamento Poveiro
Devido à influência moderna nacional, algumas tradições locais começaram a perder-se, e a cultura local tornou-se mais semelhante à do resto do país: o tradicional «casamento poveiro», em que os noivos eram cobertos por uma rede de pescador e regados com vinho verde, de forma a trazer riqueza ao matrimónio, tem vindo a desaparecer.

### Natal
A noite de Natal das classes piscatórias era celebrada no chão coberto por uma manta branca, onde toda a gente se sentava. O chão onde se reunia a família era coberto por uma manta branca e, no centro pousava-se uma travessa ou uma bacia.
O Ruivo, o bacalhau ou a raia seca eram o prato principal. Outros preferiam pescada à poveira. As rabanadas, quer de vinho quer de leite, castanhas com funcho, nozes, figos secos e aletria eram a sobremesa. O chão tem sido substituído pela mesa que muitas famílias retiravam da sala de jantar por respeito à tradição.

### Apedrejamento dos santos
Em 1868 contou-se: "Supõe-se por muito tempo no Minho, e apareceu algures impresso, que os pescadores da Póvoa de Varzim eram tão supersticiosos, que as mulheres nas ocasiões de temporal, querendo implorar o auxílio do santo ou dos santos das suas devoções para livrar os barcos dos maridos da voragem do Oceano
, dirigiam imprecações (rogar pragas) absurdas e extravagantes, como um povo selvagem poderia fazê-lo ante os mais ridículos ídolos."
"Por esta razão se contava que as mulheres do povo, em tais apuros, se encaminhavam para a capela de São José, e aí, apedrejando ao mesmo tempo este santo, de tanta devoção para elas, diziam: «Acorda São José, acorda! Santo de... Dá-me conta do meu homem, ou do meu filho, S. José!» e outras coisas."
"Não é assim, todavia. O que é certo é que não só as mulheres do Bairro de S. José, mas também as do Bairro da Lapa, nos momentos de suprema angústia, quando as vagas iradas e espumantes parece atirarem à praia em cada rolo um cadáver; nesses momentos, dizemos as pobres mulheres revelam a aflição que as atormenta povoando as areias e o Oceano com tristes exclamações e dolorosas preces."
Monteiro Junior, um poveiro destacado, responde que "não é exacto, direi que a verdade em semelhantes ocasiões as mulheres dos pescadores invocam os santos da sua devoção. As do bairro de S. José vão para a porta da capela deste santo, dizendo: «S. José, governai-os! S. José, ponde-vos ao leme! S: José, conduzi-os para terra e salvamento!» As do bairro da Lapa, defronte da entrada da barra, onde então o perigo é mais iminente, dizem: «Senhora da Lapa de fora (cuja imagem está no Farol da igreja), trazei-os em boa hora! Senhora da Lapa de Dentro (imagem dentro do templo), trazei-os a salvamento!»

## Arte e artesanato
Dos objectos do quotidiano tradicional poveiro:
- Lancha Poveira, um barco que se terá desenvolvido a partir do Dracar viquingue, sem a popa e a ré pronunciadas, com vela mediterrânica. A lancha poveira outrora familiar nas praias da Póvoa e que chegou até a ser usada no início do século XX no Rio de Janeiro, desapareceu praticamente na década de 1950, restando apenas uma embarcação. Barcos que derivam dos barcos poveiros podem ser encontrados da Galiza a Moçambique.
- camisolas poveiras são um traje local com motivos marítimos com o nome do dono bordado em sigla. Criadas com intenção festiva e decorativa, as camisolas foram traje comunitário até 1892, ano em que se deu uma fatalidade no mar, e assim deixou de ser usada como forma de luto, voltando a se popularizar no final da década de 1970. Hoje em dia, tem-se buscado formas para modernizar as camisolas poveiras por um lado e por outro manter os saberes tradicionais, tendo havido estilistas que as apresentaram em desfiles internacionais de moda.
- tapetes de Beiriz que são tapetes rústicos nos quais o padrão do tapete pode ser também visto no lado inverso.[16]
- Carroça Poveira - usada pelos povos agrícolas

## Gastronomia
A gastronomia local resulta da fusão da culinária minhota com a piscatória. Os ingredientes mais tradicionais da culinária local são os produtos hortícolas regionais, tais como couve portuguesa (couve galega), repolho, grelos, batata, cebola, tomate, para além de uma variedade de peixes. O peixe para confeccionar os pratos tradicionais é dividido em duas categorias, os peixes "pobres" (sardinha, raia, cavala, cascarra e outros) e os peixes "finos" (tais como pescada, robalo, badejo e melo).
O prato local mais famoso é a Pescada à Poveira, cujos ingredientes principais são, para além do peixe que dá o nome ao prato, batatas, ovos e um molho fervido de cebola e tomate; este prato pode ser consumido de forma normal ou, antes de se colocar o molho, triturando ligeiramente e misturando os ingredientes com os talheres. Outros pratos piscatórios incluem o arroz de sardinha, a caldeirada de peixe,  lulas recheadas à poveiro, arroz de marisco e lagosta suada. Mexilhões, lapas, amêijoas e caramujos ("buzinas") são cozinhados com concha e servidos como entrada ou lanche. As iscas, as pataniscas e os bolinhos de bacalhau são outras entradas de pratos.
As sopas típicas são caldos, um das quais é caldo de castanhas piladas para além do nacional caldo verde, este último é vulgarmente servido em épocas especiais, tais como o dia de São Pedro.
Outros pratos incluem a feijoada poveira feita com feijão branco, chouriça e outras carnes e acompanhada de arroz seco e a francesinha poveira feita em pão cacete que surgiu em 1963 para consumo rápido pelos banhistas. Na doçaria destacam-se os barquinhos, as sardinhas e os beijinhos.